# Max Schmidt (Chemiker)
Max Schmidt (* 13. Oktober 1925 in Vöhringen, Landkreis Illertissen; † 22. April 2002 in Würzburg) war ein deutscher Chemiker, der von 1965 bis zu seiner Emeritierung 1994 den Lehrstuhl für Anorganische Chemie an der Universität Würzburg innehatte. Seine Forschung war vor allem der Chemie des Schwefels gewidmet.

## Leben
Ab 1945 studierte Schmidt Chemie an der Universität München, wo er 1947 der katholischen Studentenverbindung W.k.St.V. Unitas-München beitrat. Er erlangte 1949 sein Diplom und promovierte im Jahr 1951 bei Egon Wiberg mit einer Arbeit über Hydride des Galliums, Indiums und Thalliums.
Schmidt ging zu einem Forschungsaufenthalt an die Universität Durham in Großbritannien und war Assistent am Institut für Anorganische Chemie der Uni München. 1956 habilitierte er sich in München. In seiner Habilitationsarbeit erforschte er die Sulfandisulfonsäuren. Bis 1962 blieb er als Privatdozent in München und wurde dann als Ordinarius für Anorganische Chemie der Universität Marburg berufen. Am 1. Oktober 1965 wechselte er schließlich auf den neu eingerichteten Lehrstuhl für Anorganische Chemie in Würzburg, wo er zusammen mit Siegfried Hünig maßgeblich an der Konzeption der Universitätserweiterung am Hubland beteiligt war.
Zu seinen Schülern gehören Peter Jutzi, Otto J. Scherer, Hubert Schmidbaur, Herbert Schumann und Walter Siebert sowie Markus Wieber (1936–2016), der 1961 bei Schmidt promoviert wurde und 1965 als Professor ans Institut für Anorganische Chemie kam, Wolfgang Malisch (* 1943), der sich 1975 in Würzburg habilitierte, Wolfgang Kläui (habilitiert in Würzburg 1980) und Wolfdieter Schenk (* 1944; bei Max Schmidt 1973 promoviert und 1980 habilitiert). Schmidt hielt dank seines Vorlesungsassistenten Witt „höchst bel(i)ebte Experimentalvorlesungen, die das ganze Spektrum der anorganischen und allgemeinen Chemie umfassten“ (Zitat Schmidbaur) und als kleines Taschenlehrbuch der Anorganischen Chemie weite Verbreitung fanden. Bei Semesterabschlussfeiern suchte und fand er stets die Nähe zu seinen Studenten.
Wissenschaftlich forschte Schmidt vor allem über kettenförmige Schwefelverbindungen, insbesondere über Polysulfane, Chlorsulfane und organische Polysulfide.  Schmidt widmete sich auch der Rauchgasentschwefelung, für die er mehrere Patente erhielt. Er wurde 1994 emeritiert.

## Preise und Auszeichnungen
- „Akademiepreis für Chemie“ der Akademie der Wissenschaften zu Göttingen (1960)
- Berater der WHO im Zusammenhang mit der wirtschaftlichen Entfernung von Schwefeldioxid aus Rauchgasen (1971)
- Alfred-Stock-Gedächtnispreis der Gesellschaft Deutscher Chemiker (1972)
- Ehrendoktorwürde der Universität Marburg (1985)†
- Bundesverdienstkreuz 1. Klasse (1986)
- Bayerischer Verdienstorden (1994)
- Verdienstmedaille „Bene Merenti“ in Gold der Universität Würzburg (1995)

## Ämter in der akademischen Selbstverwaltung (Auswahl)
- Dekan der Naturwissenschaftlichen Fakultät an der Universität Würzburg (1968–1969)
- Dekan des Naturwissenschaftlichen Fachbereichs II an der Universität Würzburg (1977–1979)
- Vorsitzender der Kommission für das Akademische Auslandsamt (ab 1973)
- Vizepräsident der Universität Würzburg 1982–1994 (Emeritierung)
- Vertrauensmann der Deutschen Forschungsgemeinschaft (DFG) an der Universität Würzburg.
- Vorsitzender der Zentralen Kommission für die Förderung des wissenschaftlichen Nachwuchses (seit 1985)